# Krivaja
 Ovo je glavno značenje pojma Krivaja. Za druga značenja pogledajte Krivaja (razdvojba).
Krivaja je rijeka u središnjoj Bosni i Hercegovini.
Rijeka Krivaja ne izvire već nastaje spajanjem rijeka Bioštice i Stupčanice u samom središtu Olova, a završava tok nakon 101 km ulijevanjem u Bosnu, kao desna pritoka u Zavidovićima. Poznata je po proljetnom međunarodnom raftingu, čistoći i bogatstvu ribom.

## Vanjske poveznice
|  | Zajednički poslužitelj ima još gradiva o temi Krivaja |